# 八尾善四郎

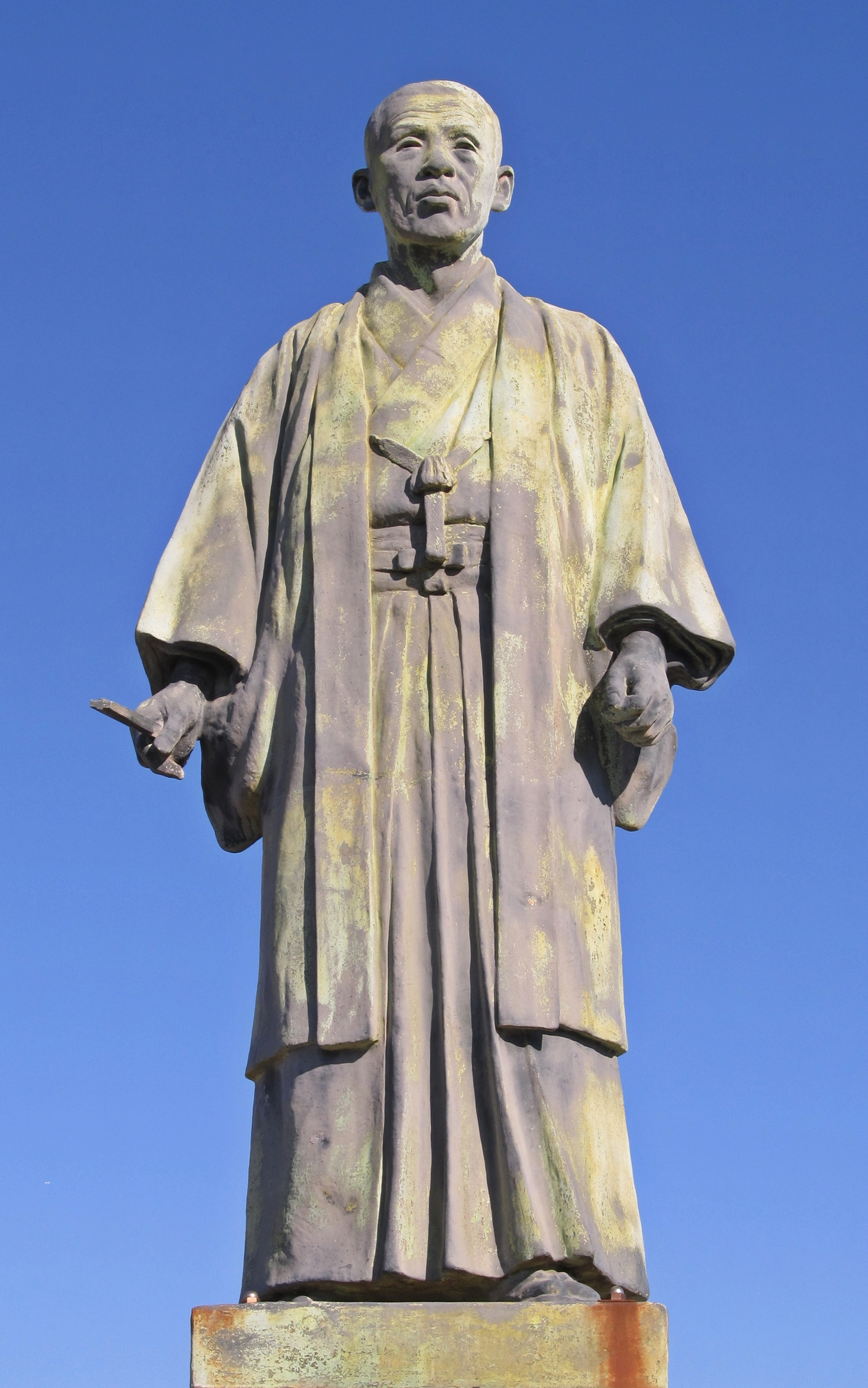
八尾善四郎の銅像

八尾 善四郎（やお ぜんしろう、1845年9月11日（弘化2年8月10日） - 1918年）は、日本の実業家。神戸市会議員。兵庫運河社長。駒ヶ林魚類定市場取締役。族籍は兵庫県平民。兵庫運河を完成させた人物として知られる。

## 来歴
淡路津名郡岩屋村の長谷川八右衛門の次男として生まれ、5歳のときに兵庫西尻池の旧家八尾家の養子となる。船頭から身を起こして魚問屋として成功を収め、和歌山や四国まで事業を拡大させた。
1894年に安田善次郎、武井守正、谷勘兵衛らの出資の下、兵庫運河株式会社を設立し、新川運河を完成させたまま中断していた兵庫運河の建設工事を引き継ぎ、1898年に完成させた。

## 人物
兵庫運河高松橋西詰（神戸市長田区東尻池新町）には兵庫運河建設の功労者・八尾善四郎の像がある。日露戦争で軍事物資の輸送に功績があり、没後の1919年に立てられた銅像は第二次世界大戦中に出された金属供出令の適用を免れた。
住所は神戸市西尻池町。

## 家族・親族
八尾家
- 妻・よし（1849年 - ?、兵庫、佐野佐吉右衛門の二女）[1][4]
- 長男・善治郎（1885年 - ?、兵庫運河、駒ヶ林魚類市場各取締役）[4] - 住所は神戸駒ヶ林村字井戸町[4]、林田区駒ヶ林町三丁目[7]。
- 二男・菊宇（1891年 - ?、分家たけ方へ入る）[1]
- 長女・たけ（1868年 - ?、分家）[1]
- 二女・むめ（1870年 - ?、夫の惣次郎に従いその子女と共に分家）[1]